# Haiivka, Mala Vîska
Haiivka (în ucraineană Гаївка) este localitatea de reședință a comunei Lenina din raionul Mala Vîska, regiunea Kirovohrad, Ucraina.

## Demografie
Componența lingvistică a localității Haiivka
     Ucraineană (95,5%)
     Română (2,77%)
     Rusă (1,73%)
Conform recensământului din 2001, majoritatea populației localității Haiivka era vorbitoare de ucraineană (95,5%), existând în minoritate și vorbitori de română (2,77%) și rusă (1,73%).